# Club Atlético y Social Dudignac
El Club Atlético y Social Dudignac es un club deportivo de Dudignac, Partido de Nueve de Julio, en la Provincia de Buenos Aires, Argentina. Fue fundado el 27 de abril de 1924

## Historia
El Club Atlético y Social Dudignac es un club de fútbol con sede en Dudignac, Partido de Nueve de Julio, Argentina, fue fundado el 27 de abril de 1924.
En los primeros años de vida, hacia 1931, el Albirrojo participó en un torneo organizado por la Liga Amateur de Fútbol de 9 de Julio con los clubes Huracán de Morea, Agustín Álvarez, Patricios, Norumbega y 12 de Octubre. Más tarde, solicitó la afiliación a la Federación Regional del Fútbol del Oeste, con sede en Bragado, interviniendo en los certámenes de 1933 y 1937.
En 1941, el C.A.S.D. fue una de las instituciones fundadoras de la Liga Nuevejuliense de Fútbol obteniendo el título de campeón de Primera División en 1981. Jugaron tres partidos con el C.A. French, el primero lo ganó French 2 a 0, el segundo fue ganado por Dudignac 2 a 1 y el partido de desempate lo ganó Dudignac 1 a 0, consagrándose campeón del año el 25 de octubre de 1981.
También el básquetbol es uno de los deportes favoritos, participando en los campeonatos de la Asociación Nuevejuliense de Básquetbol en 1954 en las categorías Primera, Cadetes e Infantiles. Y continuó con la práctica de este deporte en los campeonatos internos del club.

## Disciplinas
El Club Dudignac tiene entre sus disciplinas: Fútbol (Mayor, Divisiones Inferiores, Escuela de Fútbol, Fútbol Senior y Fútbol Femenino); Hockey (Juvenil e Infantil, Mamis); Patín artístico; Vóley y Vóley Newcom; Pelota a paleta; Bochas; Paddle; Handball, entre otros.

## Instalaciones
El Club Dudignac cuenta con Sala de Cine; Parrilla; Pub; Secretaría; Cantina; Salón de Estar; Biblioteca; Salón Gimnasio y el Estadio Dr. Alberto Sampietro.

## Palmarés
| Competición                        | Títulos                                           | Subcampeonatos |
| ---------------------------------- | ------------------------------------------------- | -------------- |
| Liga Nuevejuliense de Fútbol (3/0) | - Campeonato 1981 - Clausura 1983 - Apertura 2004 |                |
| Segunda División (1/0)             | - Ascenso 2023                                    |                |